# Dennis Spooner
Dennis Spooner (1 de diciembre de 1932 - 20 de septiembre de 1986) fue un guionista y editor de guiones conocido principalmente por su trabajo en ficción sobre espías y en la televisión infantil de los años sesenta. Tuvo una larga relación profesional con otros guionistas británicos y productores, notablemente Brian Clemens, Terry Nation, Monty Berman y Richard Harris, con quienes desarrolló varios programas. Aunque trabajó en programas de la BBC, su trabajo le hizo uno de los guionistas más prolíficos de ITC Entertainment.

## Primeros años
Spooner nació en Tottenham, Londres. Tras trabajar brevemente como futbolista profesional con Leyton Orient, Spooner completó el servicio militar en la Royal Air Force donde conoció y formó una relación de escritura amateur con Tony Williamson. Durante los cincuenta, Spooner regresó al trabajo de oficina, y conoció y se casó con su mujer Pauline.
Spooner no deseaba una carrera en los negocios, e intentó entrar en la industria del entretenimiento a través de la interpretación, formando un dúo cómico con Benny Davis, actualmente un periodista que vive en España. Trabajaron en el circuito de Londres, pero solo encontraron un éxito moderado. Spooner entonces comenzó a escribir y comenzó a vender guiones cómicos de media hora al cómico de la BBC Harry Worth. Esto le llevó a escribir varios guiones para Coronation Street en 1960. También trabajó para las series policíaca de la ITV No Hiding Place y Ghost Squad así como la renombrada serie cómica Bootsie and Snudge, y para el intento de la ATV de relanzar la carrera de Tony Hancock en Hancock (1963).
En esta época, Spooner conoció a Brian Clemens y formaron una relación de compañerismo que se extendió el resto de la carrera de Spooner. Clemens ofreció al joven escritor trabajar en Los vengadores, que estaba en los inicios de sus nueve años en ITV. Clemens compró dos guiones más de Spooner en ese primer año, haciendo a Spooner un guionista bastante importante en la era de Ian Hendry de la serie.

## Televisión infantil
Aunque su trabajo en el género de espías era dominante en su carrera de escritor, Spooner también hizo varias contribuciones importantes a la ficción infantil. Fue mayormente activo en el género entre 1964 y 1966, trabajando para los universos de Gerry Anderson y Doctor Who. Fue a este género al que regresó en los últimos años de su vida. Su último guion fue el episodio Flashback para la serie sobrenatural infantil Dramarama.

### Series de Gerry Anderson
Después de que Spooner trabara amistad con Gerry y Sylvia Anderson a principios de los sesenta, ellos le ofrecieron la oportunidad de escribir para su nueva serie de Supermarionation, Supercar. Aunque no usaron esos guiones, Spooner tuvo éxito con los guiones para el siguiente programa de Andersons, Fireball XL5 en 1962. Tras dos episodios allí, recibió trabajo más sustancial en Stingray y Thunderbirds, escribiendo en torno a 20 episodios entre ambas. Aunque Thunderbirds fue el último trabajo importante que hizo para Andersons, volvió a escribir en los setenta episodios individuales de las series más adulta UFO y The Protectors. Su último trabajo para él sería escribir escenas adicionales para enlazar los episodios 1 y 17 de Space: 1999' para publicarlos en forma de película, conocida como Alien Attack. El trabajo de Spooner en los primeros programas de Anderson fue también su primer trabajo regular para ITC Entertainment.

### Doctor Who
Spooner trabajó en Doctor Who casi exclusivamente en la era del Primer Doctor. Fue editor de guiones desde The Rescue hasta The Chase. Cuando Spooner se marchó, el único personaje que quedaba del reparto original era el mismo Doctor, y uno de los principales logros de Spooner en este periodo fue demostrar que el programa podía sobrevivir al cambio de los actores principales. Esto se logró en parte mediante la introducción gradual de humor, como es evidente en los episodios que escribió Spooner en persona. La guía de episodios de la BBC señala que "fue por su uso innovativo del humor que se recordara para siempre The Romans, y a este respecto representa un intento que valía la pena de encontrar un nuevo aspecto dramático que cubriera la serie". Fue un cambio que resonó entre el público, ayudando a un episodio de The Romans a recibir el share de audiencia más alto de toda la historia de la serie.
Spooner también fue el responsable de ayudar a desarrollar un nuevo paradigmo para el género de aventuras históricas de la serie. Fue él el que desarrolló la noción de los seriales pseudo-históricos con su historia The Time Meddler. Un gag en la historia anterior, The Chase, había sido el que los Daleks hubieran sido responsables de la desaparición del Mary Celeste. En The Time Meddler, sin embargo, el centro argumental era que los eventos históricos reales eran sólo el marco para una batalla entre el Doctor y un oponente alienígena. Al mantener esa noción durante un serial completo, Spooner creó una aproximación a los eventos históricos que continuó durante el resto de la serie. The Time Meddler también representa la primera vez que otro miembro de la raza del Doctor, todavía sin identificar como los Señores del Tiempo aparecía en la serie (sin contar a su nieta Susan Foreman).
Spooner también tuvo una experiencia significativa en escribir episodios de los Daleks. Bajo el mando de la productora Verity Lambert, escribió a medias el serial más largo de la historia de Doctor Who, The Daleks' Master Plan, junto a Terry Nation. Su última tarea en la serie fue resolver problemas con la caracterización del nuevo Doctor, el Segundo Doctor, en la historia The Power of the Daleks.
Sin embargo, Spooner ya había entrado al servicio de otro programa para el que Terry Nation estaba editando guiones. Llamado por la idea de trabajar en un programa que recibiera atención en el lucrativo negocio estadounidense, Spooner dejó Doctor Who para ayudar a Nation a escribir la mayoría de los guiones de The Baron en 1966.

## ITC
Su mudanza a The Baron fue el comienzo del segundo y más creativo periodo de Spooner en ITC. Empezando en 1967, se convirtió en una especie de "contratado autónomo": estaba obligado a escribir 10 episodios al año para ITC, pero no estaba atado en exclusiva a la compañía.
Después de que The Baron se desinflara en la ABC en los Estados Unidos, el programa fue cancelado en Reino Unido. Spooner entonces se dirigió a un viejo amigo, el guionista Richard Harris, para que le ayudara a crear un nuevo trabajo, Man in a Suitcase. La relación laboral más significativa de 1967, sin embargo, fue con un productor de ITC, Monty Berman, con quien Spooner lanzó una productora llamada Scoton Productions. Entre 1967 y 1971, Berman y Spooner crearon The Champions, Department S, su spin-off Jason King, y Randall and Hopkir (Deceased). Ninguno de estos programas duró más de dos temporadas, pero aun así sobrevivieron en la memoria del público lo suficiente para que se lanzaran publicaciones en video y DVD décadas más tarde. De hecho Randall and Hopkirk (Deceased) fue rediseñado en 2000 para una nueva andadura de dos temporadas en televisión. El trabajo de Spooner en estos programas señaló no sólo un interés de Spooner en la ficción de espías, sino una serie de amistades provechosas. Muchos antiguos compañeros guionistas, incluidos Williamson y Harris, volvieron a trabajar en las creaciones de Spooner para ITC.
A pesar de su fuerte lazo con ITC, Spooner también aprovechó la no exclusividad del contrato. Desde finales de los sesenta hasta principios de los setenta siguió enviando guiones a la BBC y la ITV. Esto le permitió ser uno de los guionistas más prolíficos de Los vengadores durante la era de Tara King, y también enviar guiones con éxito a Paul Temple y Doomwatch.

## Después de ITC
Después de que su contrato con ITC expiró, Spooner entreó en un periodo de auténtico trabajo autónomo durante el resto de su carrera. Sus guiones llegaron a series como Bergerac y The Professionals. Sin embargo, como esa había sido su motivación para unirse a The Baron (y, de verdad la del director Lew Grade) Spooner aún deseaba tener algún éxito en los Estados Unidos. Para ese fin se volvió a unir a Brian Clemens. En 1973, Clemens había comenzado la serie Thriller, una antológica serie de misterio de la ATV que en Estados Unidos se emitió como ABC Mystery Theatre. Aunque Spooner escribió solo dos episodios, fue uno de los dos únicos escritores a los que Clemens les permitió hacer tal cosa. Cuando Clemens hizo su siguiente asalto a la televisión estadounidense con Los nuevos vengadores, Spooner tomó un papel mucho más prominente: Clemens y él escribieron la mayoría de los guiones. Tan grande fue la contribución de Spooner a los Nuevos vengadores que, si se considera junto con su trabajo en la serie original, esto le convierte en el tercer escritor más prolífico de Los vengadores, y en términos de duración en el programa segundo solo superado por Clemens. Aunque esto le dio a Spooner el trabajo de mayor duración de su carrera tardía, ni este ni Thriller lograron una presencia a largo plazo en los Estados Unidos. Siguió intentando entrar en el mercado norteamericano, pero solo logró vender una idea a una serie de prime-time, el episodio Puzzled Steele de la tercera temporada de Remington Steele, acreditado a Spooner, Clemens y el compañero guionista Jeff Melvoin.

## Vida personal
Spooner y su mujer Pauline tuvieron tres hijos. Era un reconocido jugador de bridge y escribió dos libros, Consejos útiles para jugadores inútiles y Diario de un Palooka. Jugaba en el Harrow Bridge Club. Spooner murió el 20 de septiembre de 1986 tras sufrir un ataque cardíaco.